# 安德魯什基 (日托米爾州)
49°52′23″N 29°20′36″E / 49.87306°N 29.34333°E
安德魯什基（烏克蘭語：Андрушки），是烏克蘭北部日托米爾州日托米爾區安德鲁什基市镇内的村庄及其行政中心。始建於1683年，面積4.96平方公里，海拔高度215米，2024年人口1,574。